# Donji Dolac
Donji Dolac falu Horvátországban Split-Dalmácia megyében. Közigazgatásilag Omišhoz tartozik.

## Fekvése
Splittől légvonalban 20, közúton 41 km-re északkeletre, községközpontjától légvonalban 11, közúton 48 km-re északra, Gornja Poljicán, a mai Poljica, az egykori Poljicai Köztársaság északi részén, a Mosor-hegység északi lábánál fekvő kis völgyben és környékén elszórtan fekszik. Határában halad át az A1-es autópálya.

## Története
Területe a középkorban része volt a 13. században alapított, úgynevezett Poljicai Köztársaságnak, mely tulajdonképpen egy jelentős autonómiával rendelkező kenézség volt. Poljica kezdetben a Magyar Királyság, majd 1444-től a Velencei Köztársaság uralma alá tartozott. Velence nagyfokú autonómiát biztosított a poljicai települések számára. Jogi berendezkedését az 1490-ben kibocsátott Poljicai Statutum határozta meg, mely egyúttal rögzítette határait is. Donji Dolacot a 15. század második felében 1482-ben Donje Polje néven említik először írásos dokumentumban, amikor Dujam Papalić poljicai kenéz a falvakat körbejárva február 14-én a Szent Márton-templomhoz látogat. Poljica 1537-ben került török uralom alá, ahol szintén bizonyos fokú önállóságot élvezett. Ezt igazolja a Poljicai Statutum 1662-es kiegészítése, amelyben Donji Dolac már a mai nevén szerepel. A települést 1673-ban „Doine Poiele” néven megemlíti Nikola Bijanlović apostoli követ is a poljicai falvak között. Plébániája a török uralom idején is folyamatosan működött. A moreai háború idején szabadult fel a török uralom alól, melyet 1699-ben a karlócai béke szentesített. Ezután ismét velencei fennhatóság alá tartozott, de autonómiájának valamely szintjét végig megőrizte. Poljica önállóságát 1807-ben a bevonuló napóleoni francia csapatok szüntették meg. Napóleon lipcsei veresége után 1813-ban a Habsburgoké lett. A településnek 1857-ben 709, 1910-ben 1056 lakosa volt. 1918-ban az új szerb-horvát-szlovén állam, majd később Jugoszlávia része lett. A második világháború idején súlyos megpróbáltatásokat kellett átélni a településnek, amikor 1944. március 26-án a német parancsnokság alatt álló knini csetnikek 272 személyt, köztük 103 gyermeket mészároltak le itt. A háború után a szocialista Jugoszláviához került. 1991 óta a független Horvátországhoz tartozik. Az 1950-es évek óta lakossága folyamatosan csökkent. 2011-ben a településnek 373 lakosa volt.

## Lakosság
| Lakosság változása | Lakosság változása | Lakosság változása | Lakosság változása | Lakosság változása | Lakosság változása | Lakosság változása | Lakosság változása | Lakosság változása | Lakosság változása | Lakosság változása | Lakosság változása | Lakosság változása | Lakosság változása | Lakosság változása | Lakosság változása |
| ------------------ | ------------------ | ------------------ | ------------------ | ------------------ | ------------------ | ------------------ | ------------------ | ------------------ | ------------------ | ------------------ | ------------------ | ------------------ | ------------------ | ------------------ | ------------------ |
| 1857               | 1869               | 1880               | 1890               | 1900               | 1910               | 1921               | 1931               | 1948               | 1953               | 1961               | 1971               | 1981               | 1991               | 2001               | 2011               |
| 709                | 791                | 854                | 927                | 1.032              | 1.056              | 1.063              | 1.103              | 690                | 786                | 773                | 685                | 536                | 492                | 408                | 373                |

## Nevezetességei
- Tours-i Szent Márton püspök tiszteletére szentelt római katolikus plébániatemploma 1898-ban épült helyi faragott kövekből. Hosszúsága 25, szélessége 11 és fél magassága 10 méter. A hajóhoz négyszögletes szentély csatlakozik, amelyben a márvány főoltár található. Az oltárt márvány kapuzat kapcsolja a szentély falához, melyen át félköríves kapu vezet az oltár mögötti sekrestyébe. A szentségtartó többszínű márványból készült, oldalt márvány oszlopok díszítik. A sekély kialakítású félköríves mélyedésben szép ezüst kereszt látható. A főoltár elé 1980-ban kőből építették a szembemiséző oltárt. A hajó északi oldalán található a Jézus Szíve, a déli oldalán pedig a Rózsafüzér királynője oltár. Mindkét mellékoltár márványból készült, rajta a titulusnak megfelelő szobrokkal. A hajó falmélyedésében található Szent Márton és Páduai Szent Antal szobra. A templom padozata helyi kőből faragott, négyszögletes lapokkal van burkolva. A templomot 1999-ben teljesen megújították. A homlokzaton a félköraves kapuzat felett nagyméretű rózsaablak, felül pedig kőből készített biforámás ablak található. A karcsú harangtorony a templomtól külön, nyugatra áll. 1882-ben még a lebontott régi templom mellé építették. A templomudvart kőkerítés övezi. A régi, 1745-ben épített templom a maitól kissé odébb állt. Ebből templomból csak a szentélyt hagyták meg, mely ma halottasházként szolgál. A település legelső temploma még a 15. században épült, így a mai templom már a harmadik a sorban.
- A Szent Rókus-kápolna[4] az út feletti Sutiska nevű dombon áll. Egy korábbi kápolna helyén építették 1762-ben, melyet Kačić érsek is említ 1745-ben végzett vizitációja során. A mai kápolna négyszögletes faragott kövekből apszis nélkül épült. A homlokzat tetején kis harangtorony található, benne egy haranggal. A bejárat felett a homlokzat közepén nyolcágú rozetta látható. Egy oltár található benne oltárképpel és szoborral.
- A Szent György-kápolna a Goricán fekvő mezőn áll. Mindenképpen a 17. században kellett épülnie, mivel 1700-ban Cosmi érsek idejében már topográfiai utalás van rá. Méretei a Szent Rókus-kápolnához hasonlók. Homlokzatán hatágú rozetta látható. Egy nagyobb félköríves záródású ablaka van az oltár közelében. A homlokzat feletti harangtoronyban két harang helye látható.
- A rošcai Kisboldogasszony kápolna építési ideje nem ismert, általában a 18. század végére teszik. Egyik egyházlátogatás sem említi. A kápolna apszis nélküli, kőből épített épület. Szűz Mária szobra a falon elhelyezett talapzaton áll. A kápolnát kőfallal kerített temető övezi.
- Braovići (vagy Podkamen) nevű településrészén áll a Szeplőtelen fogantatás kápolna. Építési ideje nem ismert, de 1745-ben Kačić érsek már említi az egyházlátogatáskor. Kis méretű, apszis nélküli épület homlokzatán hatágú rozettával, harangtornyában egy haranggal. Egy fából faragott Szűz Mária szobor található benne.
- Az osojei Szent Lukács-kápolna a 19. század végén, vagy a 20. század elején fehér kövekből épült egy régi, lebontott 18. századi templom helyén. Bejárata felett körablak, oldalán két nagyméretű félköríves ablak látható. Homlokzat feletti harangtornyában egy harang van. Udvarát szárazon rakott kőfallal kerítették.
- Védett műemlék az 1798-ban épült Bilić ház.[5] A kőlapokkal borított nyeregtetős lakóépület faragott kövekből épült, a nyílászárókat kőkeretek övezik. Az emeleten két korlát van, a bejárati ajtó felett pedig egy keretezett bosnyák felirat. A Bilić-ház különlegessége és kivételes értéke az első emelet északi és keleti falán lévő tizenkét méhkaptár. A szobából faajtó nyílt a kaptárakhoz, amely a lépekhez való hozzáférést biztosította. A méheknek ez a fejta tartási módja az ókorban volt ismert.

## Híres emberek
Itt született 1955. november 9-én Jure Bogdan horvát tábori püspök, a római Szent Jeromos pápai horvát intézet volt rektora